# Söderalaflöjeln

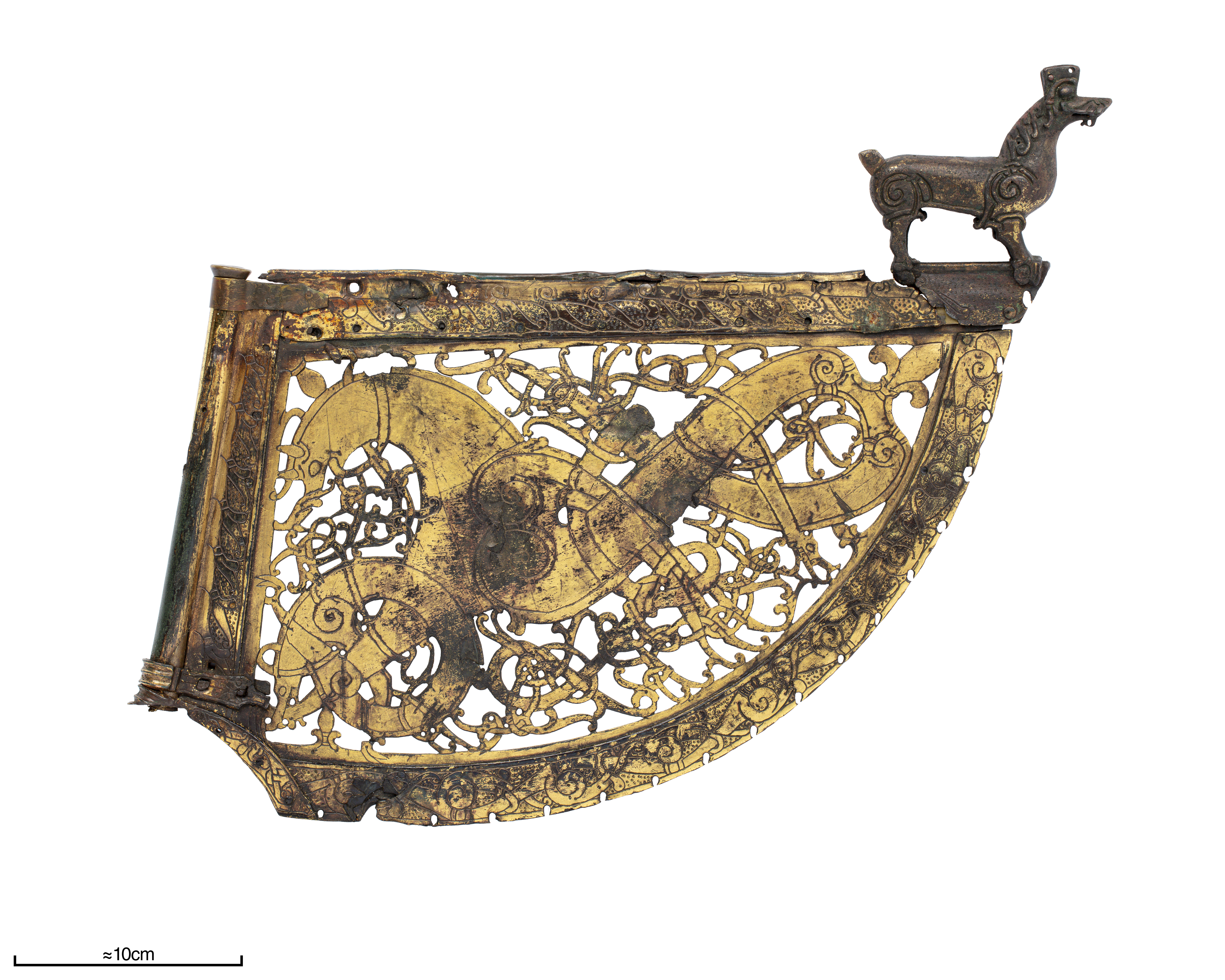
Söderala flöjeln

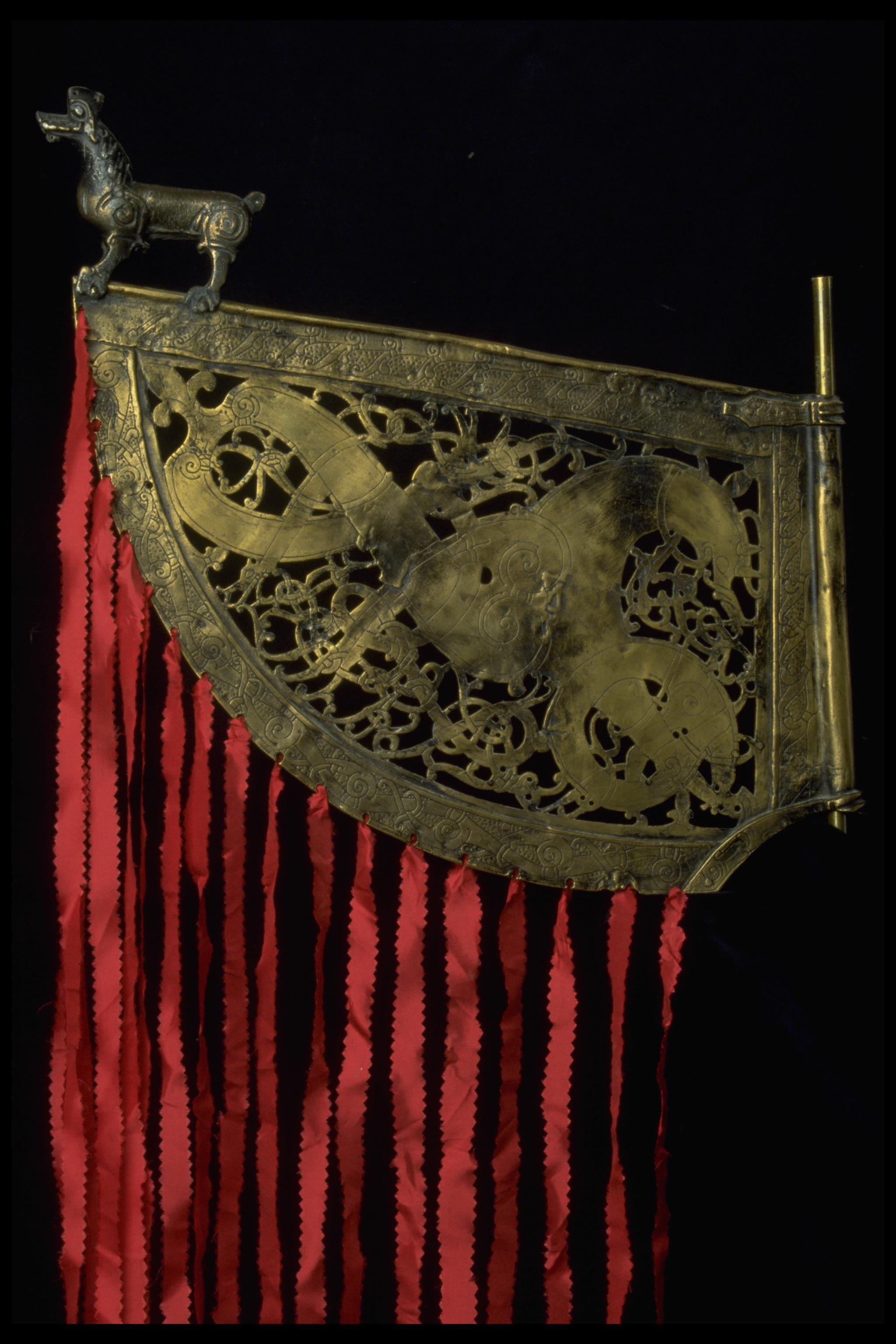
Söderalaflöjeln av brons från vikingatid.

Söderalaflöjeln är en vindflöjel, som satt på Söderala kyrka i södra Hälsingland fram till 1700-talet.
Flöjeln, som är från tiden kring 1050, förmodas komma från ett vikingaskepp från vikingatiden. Den är en bronsplåt, som har förgyllts och försetts med djurornamentik i Ringerikestil. Plåten är tresidig och är rikt genombruten. Kantbårderna är förstärkta och smyckas av smala bladlister. Den förvaras numera på Statens historiska museum i Stockholm.
Kopior av Söderalaflöjeln finns i Söderala kyrka, i Gamla Uppsala museum, Hälsinglands museum och i vikingamuseet Haithabu i Tyskland.